# Równanie całkowe Abela
Równanie całkowe Abela – jednorodne równanie całkowe Volterry postaci
{\displaystyle \int \limits _{0}^{x}{\frac {\phi (y)}{(x-y)^{\alpha }}}dy=f(x),\;\alpha \in (0,1).}
Jądro tego równania {\displaystyle K(x,y)={\frac {1}{(x-y)^{\alpha }}}} ma w punkcie {\displaystyle x=y} osobliwość.
Nazwa pochodzi od nazwiska norweskiego matematyka Nielsa Abela.